# Józef Moczutkowski

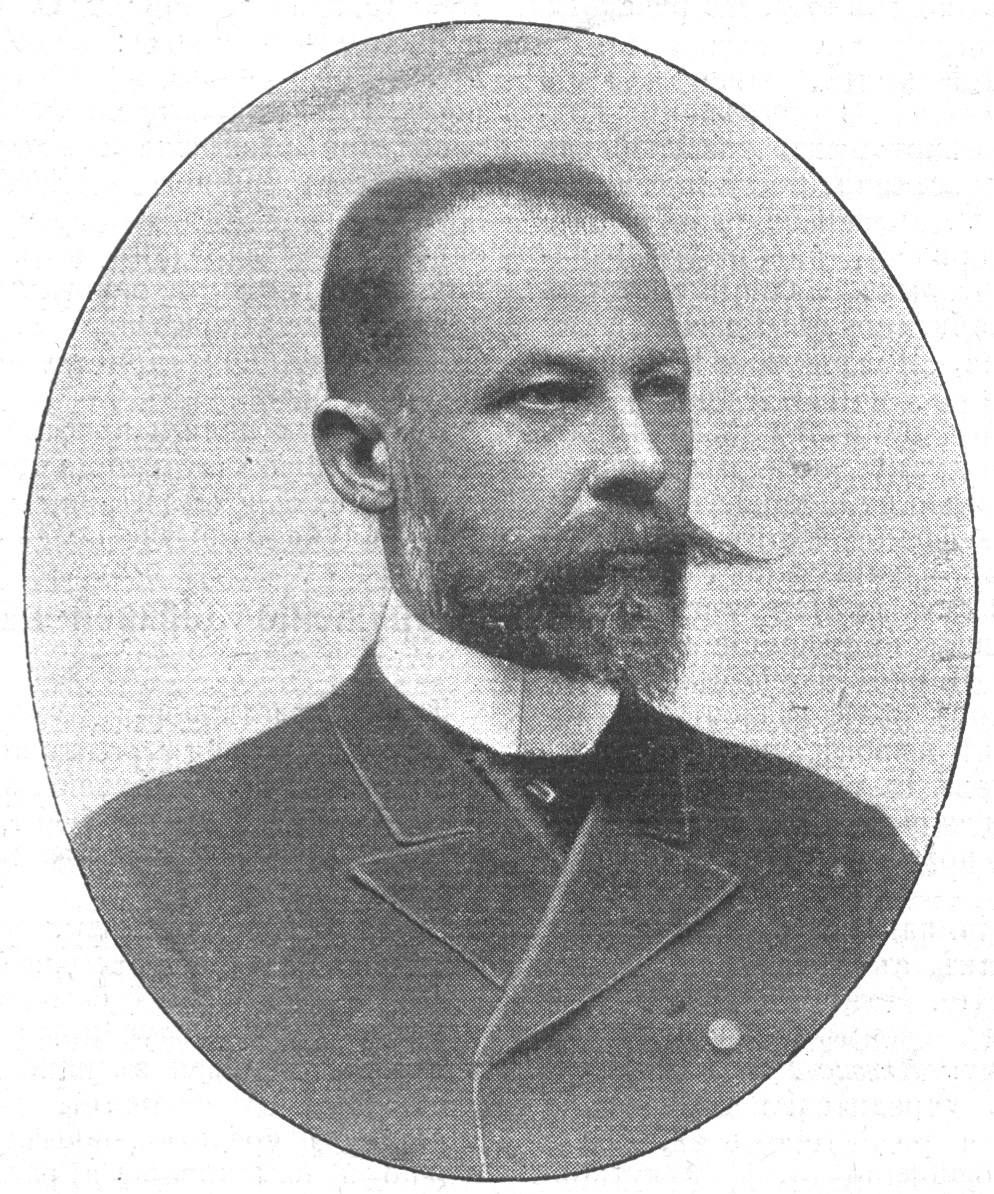
Józef Moczutkowski

Józef Bronisław Moczutkowski, Osip Osipowicz Moczutkowski (ros. Осип Осипович Мочутковский, ur. 7 sierpnia 1845, zm. 23 maja?/5 czerwca 1903 w Pawłowsku) – rosyjski lekarz polskiego pochodzenia, autor prac z dziedziny bakteriologii, neurologii, psychiatrii, balneologii. Od 1893 profesor neurologii Instytutu Klinicznego w Sankt Petersburgu, działacz społeczny, radny Odessy. Pomysłodawca metody leczenia wiądu rdzenia podwieszaniem, spopularyzowanej przez Charcota i Tourette’a.

## Życiorys
Urodził się w guberni chersońskiej, był synem nauczyciela. Po nauce w II Gimnazjum w Kijowie rozpoczął studia medyczne na Uniwersytecie Kijowskim. W 1869 roku otrzymał dyplom lekarza, a w 1877 roku obronił dysertację na stopień doktora medycyny. Po ukończeniu studiów osiadł w 1870 roku w Odessie i praktykował jako ordynator nadetatowy w Szpitalu Miejskim (od 1877). W latach 1892–1894 redagował czasopismo „Jużno-Russkaja miedicinskaja gazieta”. W 1896 otrzymał nominacje na profesora zwyczajnego neurologii w Instytucie Klinicznym w Sankt Petersburgu.
W 1894 przeszedł udar mózgu z porażeniem połowiczym, po którym powrócił do pracy naukowej. W 1901 zrezygnował z katedry i zmarł dwa lata później po kolejnym udarze.
Był członkiem Towarzystwa Lekarskiego Warszawskiego (od 1883), Wileńskiego Towarzystwa Lekarskiego, Towarzystwa Lekarzy Odeskich, Towarzystwa Balneologicznego Odeskiego, Towarzystwa Lekarskiego Petersburskiego.

## Wybrane prace
- Острый восходящий паралич. Труды Врачей Одесского Бальнеологического Общества, 1875
- Материалы к изучению врачебной стороны одесских лиманов. Труды Врачей Одесского Бальнеологического Общества, 1876
- Об эпилепсии. Медицинский Вестник, 1876
- Материалы для патологии и терапии возвратного тифа. Диссертация. Одесса, 1877
- О различных типах температурных кривых возвратного тифа
- Наблюдения над возвратным тифом. Врач, 1880
- О причинах эпидемического появления брюшного тифа. Протоколы Общества Одесских Врачей, 1882/83
- О возбуждаемости двигательных центров корки мозга при гипнотическом состоянии. Применение подвешивания больных к лечению некоторых расстройств спинного мозга. Протоколы Секции Психологии, 1881
- Об истерических формах гипноза: часть лекций, читанных для врачей в 1886 и 1887 гг. в Одесской Городской Больнице. Одесса: "Русск. тип." Исаковича, 1888
- The treatment of certain diseases of the spinal cord by means of suspension, „Brain”, 12 (3), 1889, s. 326–345, DOI: 10.1093/brain/12.3.326.
- Ein Apparat zur Prüfung der Schmerzempfindung der Haut; Algesiometer. Neurologisches Centralblatt 14, ss. 146-152, 1895
- Лекции о спинной сухотке, читанные для врачей в Клиническом институте. Санкт-Петербург: Спб. коммерч. типо-лит., 1899
- Клинико-статистическое изслѣдованіе спинной сухотки. Тип. Тов. "Народная польза", 1899
- Rückenmarksschwindsucht (Tabes dorsalis): Vorlesungen für Aerzte gehalten im Klinischen Institut der Grossfürstin Helena Pawlowna zu St. Petersburg. Autorisierte Uebersetzung. Coblentz, 1900
- Ueber Rückenmarksschwindsucht. Allg. med. Centr.-Ztg. 69, 1900
- Ueber die Impfbarkeit des Typhus exanthematicus. Allg. med. Cent.-Zelt., 1900
- О нейрастенической аритмии сердца. Одесса: тип. "Одесск. листка", 1901
- Этиология tabes'a: Доклад 7 Съезду О-ва рус. врачей в память Н.И. Пирогова в Казани, 30 апр. 1899 г. Санкт-Петербург: тип. А. Бенке, ценз. 1901